# Academia Colombiana de Medicina
La Academia Colombiana de Medicina fue creada en 1873, a través de la misma ley que dio origen al Instituto de Colombia. Constituye una corporación pública, autónoma en su organización y funciones. Está integrada por médicos destacados por su contribución al progreso de la medicina, la educación médica y la salud pública en Colombia, comprometidos en la defensa de los valores espirituales, éticos y morales de la medicina y el respeto a su tradición, historia y figuras ejemplares.

## Historia
La Academia Nacional de Medicina es, sin lugar a dudas, la institución médica de funcionamiento continuo más antigua de Colombia. Nacida como Sociedad de Medicina y Ciencias Naturales en enero de 1873 por iniciativa de los Dres. Manuel Plata Azuero, Nicolás Osorio, Evaristo García, Leoncio Barreto y Abraham Aparicio, se dedicó a estudiar los principales problemas de salud del país que eran, por ese entonces, el saneamiento ambiental (aguas y excretas), las epidemias de enfermedades transmisibles, la lepra, los principios activos de las plantas medicinales vernáculas y las nuevas tendencias de la anatomía, la bacteriología, la fisiología, la medicina interna y la cirugía que en esos momentos sufrían transformaciones radicales en Europa y en todo el mundo.
Desde su fundación hasta la década de los años 1940 la Academia llenó el vacío que dejaba la falta de existencia normativa de un Ministerio de Salud encargándose, bien de manera directa, bien por iniciativas emanadas del Gobierno nacional, de abordar los principales problemas de salud en Colombia: la mejoría física, presupuestario e intelectual de los hospitales públicos y la fundación de nuevas instituciones, la creación y puesta en marcha de sanatorios para tuberculosis y lepra, las primeras campañas de vacunación, de aislamiento de enfermos contagiosos, de prevención y manejo de desastres, de análisis y tratamiento de aguas públicas, etc.; pero además, trabajando en estrecha colaboración con la Facultad de Medicina de la Universidad Nacional —cuya fundación data de la misma época— fijando las normas que orientaran la educación médica en nuestro país. Efectivamente, fue por interés y acciones de varios académicos por los que se trajeron al país las primeras misiones francesas que dieron nuevas pautas y ritmos a la enseñanza de la medicina que, como todos sabemos, siguió hasta la postguerra del II conflicto mundial la orientación francesa y europea que le dieron sus patrocinadores.
En 1933-1934, el entonces presidente-electo de la nación, Dr. Alfonso López Pumarejo, encargó a la Academia para que realizara el Primer Estudio Nacional de Salud, cuyas recomendaciones irían a ser aplicadas por su Gobierno e incluidas en la importante reforma constitucional de 1936. De allí surgieron recomendaciones como la de crear el Ministerio de Salud (que remplazara a las Juntas Nacional y Departamentales de Higiene, por entonces existentes) y se dictaran las primeras normas sobre seguridad social y saneamiento ambiental: por esa magna tarea la Academia fue condecorada con la Cruz de Boyacá en 1936.
Adaptándose a los tiempos, y especialmente de 1945 en adelante, la Academia se encargó de analizar y estudiar las primeras acciones de dicho Ministerio y del recientemente creado Instituto de los Seguros Sociales, a finales de la década de 1940 y comienzos de la de 1950. Obviamente, su poder normativo y asesor fue disminuyendo, pero su actividad científica se fue depurando y aumentando, pudiéndose decir que los más importantes trabajos de investigación elaborados en Columbia en los últimos 50 años han sido presentados a la Academia.